# Parafia św. Michała Archanioła w Niecieczy
Parafia św. Michała Archanioła w Niecieczy – rzymskokatolicka parafia znajdująca się w diecezji grodzieńskiej, w dekanacie Lida, na Białorusi.
Do parafii należy kaplica filialna pw. Matki Bożej Anielskiej w Bachmatach.

## Historia
Pierwszy kościół w Niecieczy ufundował w 1715 tutejszy dziedzic Kołuszewski. Świątynia ta była drewniana i nosiła wezwanie Pana Jezusa. Obecny kościół, również drewniany, pochodzi z 1837 i był ufundowany przez Stanisława Łaskowicza (według innego źródła dokonano wówczas przebudowy poprzedniej świątyni). Do lat 60. XIX przy parafii funkcjonowały szkoła parafialna, szpital i kaplica cmentarna.
W 1919 wybudowano kaplice w Bachmatach. W II Rzeczypospolitej parafia leżała w archidiecezji wileńskiej, w dekanacie Lida. Przed II wojną światową liczyła ok. 4000 wiernych. Proboszcz Niecieczy od 1931 ks. Aleksander Augustynowicz uważał się za Białorusina i był znany z memoriału wystosowanego w 1925 do Konferencji Episkopatu Polski, dotyczącego spraw białoruskich.
Na przełomie czerwca i lipca 1942 ks. Augustynowicz został aresztowany przez Niemców, podczas akcji zatrzymań polskiej inteligencji na Lidczyźnie. 10 marca 1943 w Lidzie Niemcy zamordowali ks. Augustynowicza wraz z 8 innymi księżmi.
W 1945 Nieciecz znalazła się w granicach Związku Sowieckiego i kościół został zamknięty. Zwrócony został w 1989 i w 1990 odnowiony

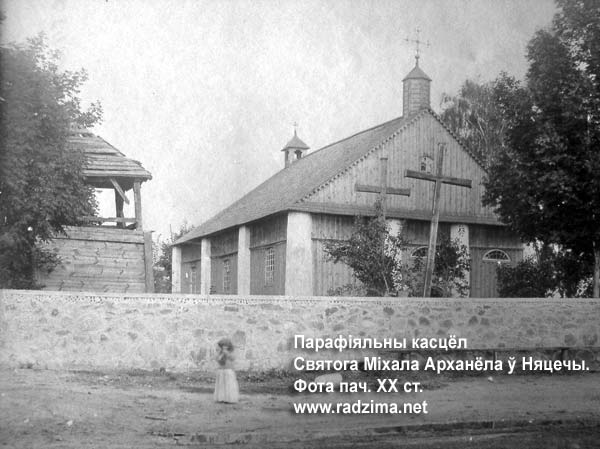
kościół ok. 1900
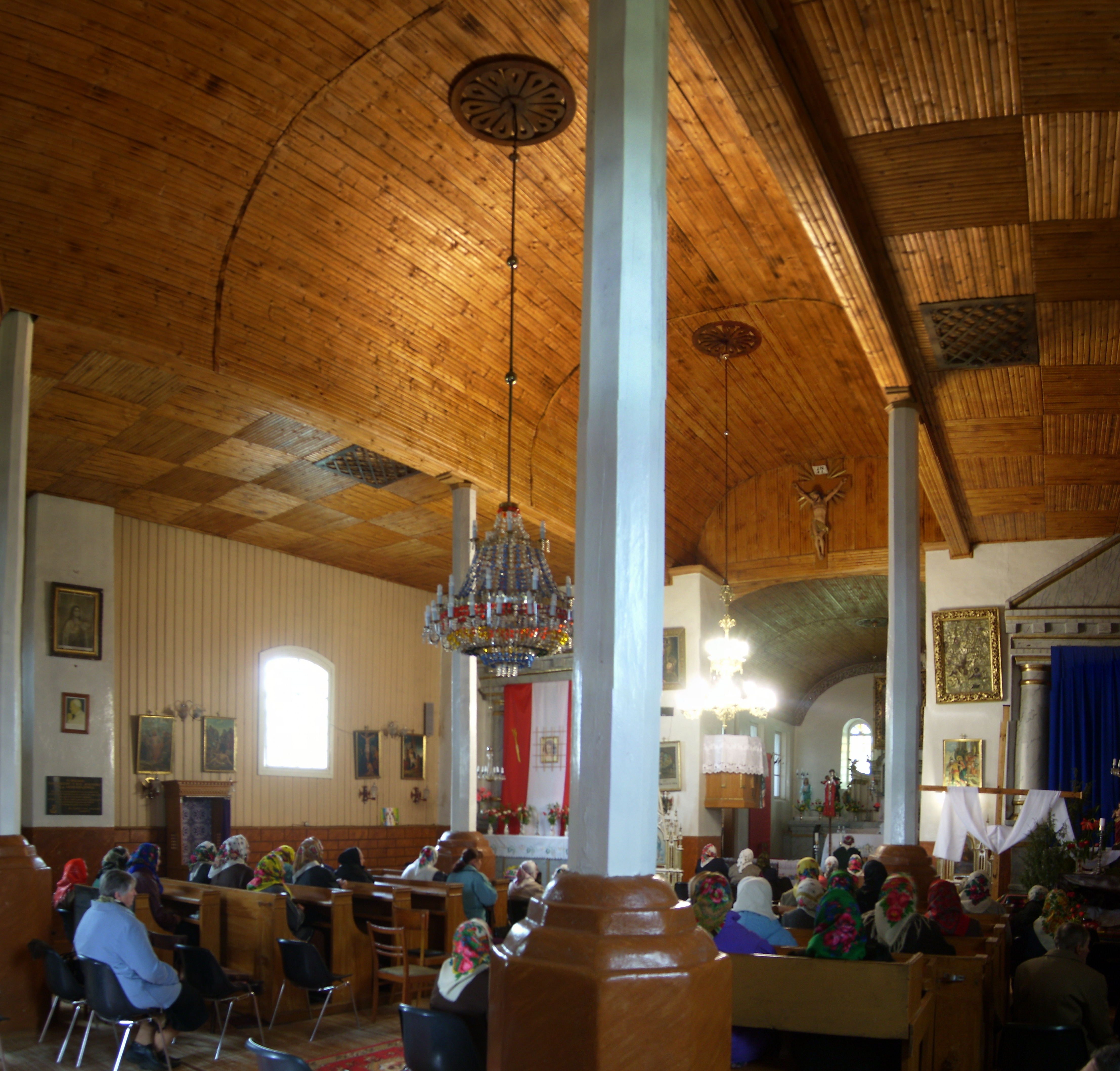
wnętrze kościoła parafialnego
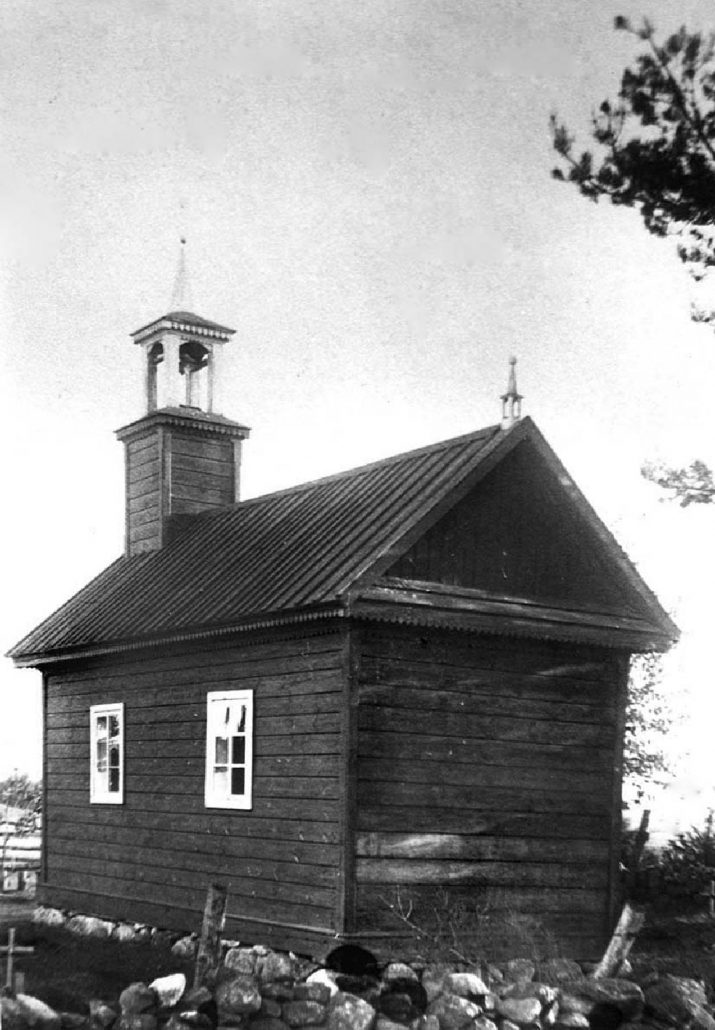
kaplica w Bachmatach w 1928